# Skagsudden, Korpo
Skagsudden är en udde i Finland.   Den ligger i den ekonomiska regionen  Åboland  och landskapet Egentliga Finland, i den sydvästra delen av landet, 190 km väster om huvudstaden Helsingfors.
Terrängen inåt land är mycket platt. Havet är nära Skagsudden åt sydväst.  Närmaste större samhälle är Korpo, 7,0 km nordost om Skagsudden. 